# 中国共産党中央顧問委員会
中国共産党中央顧問委員会（ちゅうごくきょうさんとうちゅうおうこもんいいんかい）、略称「中顧委」は、1982年から1992年まで中国共産党に存在した組織で、中央委員会の補佐・助言機関。

## 概要
老齢化した革命第一世代の古参幹部を中央委員会から引退させ、党中央の世代交代を促すために設立された。加入資格は党員歴40年以上の古参党員に限定。党の方針や政策について提言するとともに、党中央の諮問を受けて重要問題を処理する役割を持つ。主任と複数の副主任、常務委員を置く。
初代主任を務めた鄧小平は「一種の過渡的性質の組織」と表現している。
革命第一世代には「現在の中国を建国したのは自分たち」という自負があり、それ故「いつまでも権力を握っている権利がある」としてなかなか引退しなかった。この傾向は文化大革命の終了後、胡耀邦党中央組織部長（当時）が文革によって失脚していた革命第一世代を復活させるとさらに強まった。

## 歴史
1978年の第11期3中全会で、党と国家の指導者に対する職務の終身制度廃止が提起された。鄧小平はまず指導者クラスの退職制度を確立するべきだと考えていたが、この段階では実現できなかった。1982年の第12回党大会で鄧小平は党中央の若返りを図るため、古参幹部の受け皿として中央顧問委員会を設立し、自ら顧問委員会主任に就いた。
しかし古参幹部たちは、党・国家の中央軍事委員会主席（鄧小平）、国家主席（李先念）、全人代常務委員会委員長（彭真）などの要職を手放さなかった。第12期1中全会で選出された政治局委員は最年少の趙紫陽でも63歳であり、政治局常務委員に至っては85歳の葉剣英が留任するなど、政治局は文革で一度失脚し、その後復帰した革命第一世代がほとんどを占めた。
また、同大会を通過した「中国共産党章程（党規約）」では、顧問委員会委員は党中央委員会全体会議、副主任は党中央政治局全体会議に参加することができ、常務委員は必要な場合政治局会議に出席することを認められた。この結果、顧問委員会主任は政治局常務委員、副主任及び常務委員は政治局委員、委員は中央委員と同格とされ、中顧委自体も政治局常務委員会と同格となった。これにより、引退した長老に合法的な権力を持たせることになり、世代交代を行って長老の影響力を抑えるという鄧小平の意図は十分達成したとは言い難い結果となった。
鄧小平は1987年の第13回党大会で古参幹部を道連れに中央委員及び顧問委員会主任を引退して胡耀邦に主任を継がせる考えを持っていたが、保守派主導の精神文明決議が採択されて、古参幹部に攻撃された胡耀邦は党総書記を辞任した。批判は顧問委員会が開いた会議で行われ、古参幹部の胡耀邦に対する厳しい叱責が相次いだ。第13回党大会では一部の古参幹部は中央委員会からは引退したものの、陳雲が主任に就任するなど、特に政治、経済改革に消極的な保守派の影響力は衰えなかった。
1989年5月16日に趙紫陽がゴルバチョフ書記長に明かしたところによると、第13期1中全会において、政治局の重要決定は鄧小平に最終判断を委ねる決議が採択された。また、楊尚昆と薄一波にはオブザーバーとして政治局常務委員会に出席する権限が与えられ、長老たちが重要決定に携わる構造はさらに組織的に強化された。天安門事件では陳雲が中心となって長老をまとめ、趙紫陽ら改革派を辞任に追い込んでいる。
1992年10月、中央顧問委員会は「第14回党大会以降、中央顧問委員会を設置しない」という意見を党中央に提出、10月18日の第14回党大会で党規約から中央顧問委員会に関する条文が削除され、同委員会は廃止された。なお、委員たちからは反対が相次いだため、説明に当たった薄一波はどうすることも出来ず、「鄧小平が決定したことだ」と発言することでその場を収めた。

## 歴代構成員
- 中国共産党第12期全国代表大会（1982年 - 1987年）

委員：172名
主任：鄧小平

副主任：薄一波、許世友、譚震林、李維漢

常務委員：王平、王首道、鄧小平、伍修権、劉瀾濤、江華、許世友、李井泉、李維漢、蕭克、蕭頸光、何長工、宋時輪、陸定一、陳錫聯、段君毅、耿颷、姫鵬飛、黄火青、粟裕、程子華、傅鐘、譚震林、薄一波
- 中国共産党第13期全国代表大会（1987年 - 1992年）

委員：200名
主任：陳雲

副主任：薄一波、宋任窮

常務委員：王平、王首道、伍修権、劉瀾濤、江華、李一氓、李徳生、楊得志、蕭克、余秋里、宋任窮、宋時輪、張頸夫、張愛萍、陸定一、陳雲、陳丕顕、陳錫聯、胡喬木、段君毅、耿颷、姫鵬飛、黄華、黄鎮、康世恩、程子華、薄一波